# حنان عادل
حنان عادل (12 مارس 1994) ممثلة مصرية.

## عن حياتها
ممثلة شابة لها العديد من الأعمال التلفزيونية والسينمائية .

## أعمالها

### في المسلسلات
- مسلسل رمانة الميزان
- مسلسل القاصرات
- مسلسل إمبراطورية مين
- مسلسل ساحرة الجنوب (الجزء الأول والثاني)
- مسلسل الجماعة (الجزء الثاني)
- مسلسل أبو العروسة (الجزء الثاني)
- مسلسل الآنسة فرح
- مسلسل ورق التوت
- مسلسل أيام

### في السينما
- فيلم عين شمس
- فيلم فتاة المصنع

## روابط خارجية
- حنان عادل على موقع IMDb (الإنجليزية)
- حنان عادل على موقع قاعدة بيانات الأفلام العربية